# Mama šč!
Mama šč! è un singolo del gruppo musicale croato Let 3, pubblicato il 20 gennaio 2023 come primo estratto dal nono album in studio Šč!.

## Promozione
Il 9 dicembre 2022 è stata annunciata dall'emittente radiotelevisiva nazionale HRT la partecipazione dei Let 3 a Dora 2023, il programma di selezione del rappresentante croato all'annuale Eurovision Song Contest. Mama šč!, il loro inedito per la competizione, è stato presentato il 12 gennaio 2023 insieme a quelli degli altri 17 partecipanti, ed è stato pubblicato in digitale il successivo 20 gennaio. L'11 febbraio 2023 i Let 3 hanno preso parte all'evento, dove il voto combinato di pubblico e giuria li ha scelti come vincitori e rappresentanti nazionali sul palco eurovisivo a Liverpool. Nel maggio successivo, dopo essersi qualificati dalla prima semifinale, i Let 3 si sono esibiti nella finale eurovisiva, dove si sono piazzati al 13º posto su 26 partecipanti con 123 punti totalizzati.

## Tracce
Testi e musiche di Damir Martinović Mrle e Zoran Prodanović.
1. Mama šč! – 2:34

## Classifiche
| Classifica (2023) | Posizione massima |
| ----------------- | ----------------- |
| Croazia           | 6                 |
| Islanda           | 37                |
| Lituania          | 24                |